# Sáo đất lớn
Zoothera dauma là một loài chim trong họ Turdidae.